# São Geraldo Magela (título cardinalício)
São Geraldo Magela (em latim, Sancti Gerardi Maiella) é um título cardinalício instituído em 26 de novembro de 1994 pelo Papa João Paulo II. A igreja titular deste título é San Gerardo Maiella, no quartiere Prenestino-Labicano de Roma.

## Titulares protetores
- Kazimierz Świątek (1994-2011)
- Rubén Salazar Gómez (2012- )